# Berzy-le-Sec
Berzy-le-Sec és un municipi francès situat al departament de l'Aisne i a la regió dels Alts de França. L'any 2007 tenia 396 habitants.

## Demografia

### Població
El 2007 la població de fet de Berzy-le-Sec era de 396 persones. Hi havia 156 famílies de les quals 40 eren unipersonals (16 homes vivint sols i 24 dones vivint soles), 52 parelles sense fills, 56 parelles amb fills i 8 famílies monoparentals amb fills.
La població ha evolucionat segons el següent gràfic:
Habitants censats

### Habitatges
El 2007 hi havia 173 habitatges, 157 eren l'habitatge principal de la família, 8 eren segones residències i 8 estaven desocupats. 165 eren cases i 8 eren apartaments. Dels 157 habitatges principals, 133 estaven ocupats pels seus propietaris, 23 estaven llogats i ocupats pels llogaters i 1 estava cedit a títol gratuït; 1 tenia una cambra, 5 en tenien dues, 22 en tenien tres, 44 en tenien quatre i 85 en tenien cinc o més. 120 habitatges disposaven pel capbaix d'una plaça de pàrquing. A 66 habitatges hi havia un automòbil i a 76 n'hi havia dos o més.

### Piràmide de població
La piràmide de població per edats i sexe el 2009 era:
| Homes | Edats   | Dones |
| ----- | ------- | ----- |
| 0     | 95 o +  | 0     |
| 0     | 90 a 94 | 0     |
| 0     | 85 a 89 | 4     |
| 0     | 80 a 84 | 0     |
| 4     | 75 a 79 | 4     |
| 4     | 70 a 74 | 4     |
| 24    | 65 a 69 | 8     |
| 8     | 60 a 64 | 20    |
| 4     | 55 a 59 | 20    |
| 20    | 50 a 54 | 12    |
| 12    | 45 a 49 | 16    |
| 4     | 40 a 44 | 12    |
| 12    | 35 a 39 | 12    |
| 16    | 30 a 34 | 16    |
| 8     | 25 a 29 | 0     |
| 24    | 20 a 24 | 4     |
| 8     | 15 a 19 | 20    |
| 20    | 10 a 14 | 12    |
| 8     | 5 a 9   | 20    |
| 8     | 0 a 4   | 12    |

## Economia
El 2007 la població en edat de treballar era de 269 persones, 184 eren actives i 85 eren inactives. De les 184 persones actives 169 estaven ocupades (94 homes i 75 dones) i 15 estaven aturades (8 homes i 7 dones). De les 85 persones inactives 32 estaven jubilades, 28 estaven estudiant i 25 estaven classificades com a «altres inactius».

### Ingressos
El 2009 a Berzy-le-Sec hi havia 154 unitats fiscals que integraven 418,5 persones, la mediana anual d'ingressos fiscals per persona era de 18.221 €.

### Activitats econòmiques
Dels 5 establiments que hi havia el 2007, 1 era d'una empresa alimentària, 2 d'empreses de construcció, 1 d'una empresa de comerç i reparació d'automòbils i 1 d'una entitat de l'administració pública.
Dels 3 establiments de servei als particulars que hi havia el 2009, 1 era un taller de reparació d'automòbils i de material agrícola, 1 paleta i 1 lampisteria.
L'únic establiment comercial que hi havia el 2009 era una fleca.

## Poblacions més properes
El següent diagrama mostra les poblacions més properes.